# こげどんぼ*
こげどんぼ*（2月27日 - ）は、日本の漫画家・イラストレーター・バーチャルYouTuber。女性。旧ペンネームはコゲどんぼ、別ペンネームとして小春 こころ（こはるの こころ）がある。VTuber活動は「ざべてさま」の名前で行っている。東京都出身。魚座、血液型はA型。
京都精華大学マンガ学科キャラクターデザインコース非常勤講師。漫画家・イラストレーター・キャラクターデザイナー。一時期は漫画編集者の仕事もしていた。
夫は陸上自衛隊所属の幹部自衛官（佐官）である。
『デ・ジ・キャラット』の生みの親として有名で、『ぴたテン』『かみちゃまかりん』などのオリジナル作品がアニメ化されている。鳥山明のファンであり、風変わりなペンネームは鳥山の飼っていた猫「コゲ」に由来している。
『VTuberざべてさま』は、『さいつよ☆悪役令嬢』シリーズの主人公「エリザベーテ」の下描き用3Dを利用し、2025年3月より活動を開始した。

## 作風
『デ・ジ・キャラット』のイメージから男性オタク向けと思われることが多かったが、少女漫画雑誌なかよしなどの連載を経て読者層が広がった。
基本的に可愛らしく華やかな絵柄で、『どきどき！たまタン』の様な明るいキャラクターを描くが、底に暗さを含んだ作風も持つ。作品は『デ・ジ・キャラット』のシニカルな短編ギャグ、『ぴたテン』『かみちゃまかりん』『亡き少女の為のパヴァーヌ』に代表される、暗さを含んだ中長編作品、また『ヨメさんは萌え漫画家』の様なエッセイなどがある。

## 表記間違い
「コゲとんぼ」・「こげとんぼ*」と表記するのは誤り。

## 略歴
- 1990年（平成2年） - 高校在学中は『ファンロード』誌の常連投稿者で、投稿ハガキの掲載数は受験を控え休筆宣言をするまでの2年間で100枚以上であった。
- 1996年（平成8年） - 大学在学中『コミックぽっけ』に『花丸忍法帳』を初投稿、佳作受賞。後に同作品で1996年学研コミック大賞を受賞（「苔山とんぼ」名義）。
- 1997年（平成9年） - 進研ゼミや『電撃コミックガオ!』でイラストや漫画を掲載。
- 1998年（平成10年） - ゲーマーズの月刊情報誌『フロムゲーマーズ』の4コマ漫画のキャラからスタートした『デ・ジ・キャラット』により人気を確立。
- 2008年（平成20年）4月15日 - ペンネームをひらがなにし「*」マークを付けた、「こげどんぼ*」に改名すると発表[5]。その後は新ペンネームで作品を発表している。
- 2011年（平成23年） 1月29日 - 『月刊コミックブレイド』3月号の目次コメントにて、結婚することを発表。同日ブログでも言及した。
- 2014年（平成26年）1月14日 - この日発売の『ヨメさんは萌え漫画家』第3巻の夫の後書きコメントで、妊娠していた事を公表、本人もTwitterにて妊娠8か月目である事を公表した[6]。
- 2014年（平成26年）3月9日 - 無痛分娩にて無事に女児（第一子）を出産。
- 2015年（平成27年）4月 - 京都精華大学マンガ学部の非常勤講師に就任[7]。
- 2019年（平成31年）4月 - 京都精華大学マンガ学部の特任准教授に就任[8]。

## 人物
- 東京都出身。ルーツは福島県で先祖は会津藩の武士である。夫・太郎は熊本県出身でルーツは薩摩。
- 漫画家・イラストレーターの道を志した際には親から猛反対を受けた。
- 学生時代は同人活動をしながら、学研に漫画を投稿し、受賞。大学卒業後はブロッコリーに就職する。
- 会社員として働きつつも、プロになってから一度も原稿を落としていない。
- 同じくブロッコリーで仕事をしていたかなん（現・大月悠祐子）は、中学時代同じ部活だった。
- 大学では獣医学を専攻し、合気道サークルに所属していた[9]。
- 趣味はリバーシ・旅行・合気道。また過去に宝生流の能やピアノ[9]、亡き少女の為のパヴァーヌの連載のためにヴァイオリンも習っていた[10][9]。
- 『ギャラクシーエンジェル』ムーンエンジェル隊の色設定は彼女が手がけたものである。
- レーシックが原因の円錐角膜を患い、原稿作業が困難になったため2009年に眼の手術を受ける。

## 作品リスト

### 漫画
- ぴたテン（メディアワークス、月刊電撃コミックガオ!1999年10月号 - 2003年8月号、全8巻）
- かみちゃまかりんシリーズ
  - かみちゃまかりん（講談社、なかよし2002年12月号 - 2005年10月号、全7巻）
  - かみちゃまかりんchu（講談社、なかよし2006年6月号 - 2008年5月号、全7巻） - 『かみちゃまかりん』の続編。
  - かみちゃまかりん+[11]（ソフトバンククリエイティブ、コミデジ+Vol.7 - Vol.9） - 番外編
  - かみちゃまかりんchu+[12]（講談社、なかよしラブリー、不定期掲載） - 番外編
- 恋姫草紙（メディアワークス、月刊電撃コミックガオ!2003年12月号、2004年11月号 - 2005年3月号、全1巻）- Dengeki Comics EX
- こんこんここん（ジャイブ、コミデジVol.1、Vol.2→ソフトバンククリエイティブ、コミデジ+Vol.1 - Vol.3、既刊1巻、連載休止中）
- 亡き少女の為のパヴァーヌ（マッグガーデン、月刊コミックブレイド2008年9月号 - 2011年3月号、第1部全7巻、連載休止中）- BLADE COMICS（本作より現在のペンネーム表記となった。）
- どきどき!たまタン （講談社、なかよし2009年3月号 - 2010年5月号、全3巻） - 特装版と通常版が発売。但し特装版は2巻まで。
- ヨメさんは萌え漫画家シリーズ（マッグガーデン、EDEN）
  - ヨメさんは萌え漫画家 結婚編（2011年8月5日号 - 2012年2月5日号）
  - ヨメさんは萌え漫画家 新婚編（2012年6月5日号 - 2012年12月5日号）
  - ヨメさんは萌え漫画家 日常編（2013年6月5日号 - 2013年11月20日号）
  - ママさんは萌え漫画家 出産編（2014年9月20日号 - 2015年2月20日号）
  - ママさんは萌え漫画家 育児編（2015年5月20日号 - 2015年12月23日号）
  - 旦那さんは幹部候補生（2015年7月6日号 - 2016年5月20日号）
- さいつよ☆悪役令嬢シリーズ
  - さいつよ☆悪役令嬢! ～最強柔道家が悪役令嬢になったけど、乙女ゲームよくわかりません～（LINEマンガ、ブシロードワークス、2024年3月23日 - 全20話）（紙書籍 再編集版 改題『さいつよ☆悪役令嬢・はじめ!』 上下 全2巻）（さいつよ☆シリーズ 1-2巻）
  - さいつよ☆悪役令嬢日記（2024年6月30日 - 月1連載、既刊2巻）（さいつよ☆シリーズ 3巻-）

#### 苔山とんぼ名義
- 花丸忍法帳（学習研究社：刊、『コミックぽっけ』1997年1月号。第8回学研コミック大賞入選作品として掲載）

#### 小春こころ名義
- スモ王（ぶろ☆こみ連載[13]）
- ヨキ、コト、キク。（角川書店、コミック デ・ジ・キャラットVol.1 - Vol.7→ジャイブ、コミデジVol.1[14]、全1巻）
  - 単行本はコゲどんぼ名義で、ジャイブのCRコミックスとして2006年1月発売。

### 書誌情報

#### 漫画単行本
「ぴたテン」については『ぴたテン#関連商品』を、「かみちゃまかりん」については『かみちゃまかりん#書誌情報』を、「亡き少女の為のパヴァーヌ」については『亡き少女の為のパヴァーヌ#書誌情報』を、「どきどき!たまタン」については『どきどき!たまタン#書誌情報』を参照。 
- でじこのチャンピオンカップ劇場（2002年9月26日、ISBN 978-4253201254/ゲーマーズ限定版、ISBN 978-4-938867-85-0）
- デ・ジ・キャラット でじこだにょ（2004年9月7日、ISBN 978-4902314-88-5）
- デ・ジ・キャラット（2008年12月9日、ISBN 978-4-7973-5211-5）
- 恋姫草紙（2005年3月10日、ISBN 978-4-8402-3009-4、全1巻）
- ヨキ、コト、キク。（2006年1月28日、ISBN 978-4861762833、全1巻）
- こんこんここん（2006年12月21日、ISBN 978-4-7973-3934-5）
- ヨメさんは萌え漫画家（全3巻）

1. 2012年4月14日、ISBN 978-4-86127-986-7
2. 2013年2月14日、ISBN 978-4-8000-0096-5
3. 2014年1月14日、ISBN 978-4-8000-0251-8

- ママさんは萌え漫画家（全2巻）

1. 2015年5月14日、ISBN 978-4-8000-0456-7
2. 2016年3月14日、ISBN 978-4-8000-0549-6

- 旦那さんは幹部候補生（全1巻）

1. 2016年6月14日、ISBN 978-4-8000-0589-2

- さいつよ☆悪役令嬢・はじめ! （全2巻）（さいつよ☆シリーズ 1-2巻）

1. 上[15]  2025年4月25日、ISBN 978-4-86645-418-4
2. 下[16]  2025年4月25日、ISBN 978-4-86645-419-1

- さいつよ☆悪役令嬢日記 (既刊2巻)（さいつよ☆シリーズ 3巻-）

1. 2024年12月20日、ISBN 978-4866453897
2. 2025年7月26日、ISBN 978-4866454344

#### 画集
- デ・ジ・キャラット画集 CHOCOLA[17]（ブロッコリー）
  - デ・ジ・キャラット画集 CHOCOLA（1999年12月18日発売）
  - デ・ジ・キャラット画集 CHOCOLA2000（2000年12月22日発売）
  - デ・ジ・キャラット画集 CHOCOLA2001（2001年12月21日発売）
  - デ・ジ・キャラット画集 CHOCOLA2002（2002年12月4日発売）
  - デ・ジ・キャラット画集 CHOCOLA2003（2003年12月20日発売）
  - デ・ジ・キャラット画集 CHOCOLA2004（2004年12月24日発売）
  - デ・ジ・キャラット画集 CHOCOLA2020（2020年12月24日発売）
- こげどんぼ*画集 CHOCOLA
  - コゲどんぼ画集 CHOCOLA SELECTION（ブロッコリー、2005年12月24日発売、ISBN 4-86-176176-X）
  - コゲどんぼ画集 CHOCOLA セレクション2006（ソフトバンククリエイティブ、2006年12月20日発売、ISBN 978-4-79-733936-9）
  - こげどんぼ*画集 CHOCOLA 2008（ソフトバンククリエイティブ、2008年12月9日発売、ISBN 978-4-79-735210-8）
- ぴたテンポストカード画集（メディアワークス、2002年2月27日発売、ISBN 978-4-84-022081-1）
- コゲどんぼ画集 ぴたテン（メディアワークス、2003年12月24日発売、ISBN 978-4-84-022542-7）

### アニメ
- ちっちゃな雪使いシュガー（キャラクター原案）
- 化物語（第7話エンドカード）
- ジュエルペット ハッピネス（まちこのマンガ原稿）
- ミュークルドリーミー (劇中に登場する漫画「チアっちゃお!」の主人公キャラクターデザイン。劇中では「鰍沢ありす」名義)

### ゲーム
- アクエリアンエイジ（ブロッコリー、カードイラスト担当）
- プリンセスコンチェルト（ブロッコリー、キャラクターデザイン・原画担当）
- Piaキャロットへようこそ!!G.O. 〜グランド・オープン〜（カクテル・ソフト、制服デザイン担当）
- 萌え萌え大戦争☆げんだいばーん（システムソフト・アルファー、キャラクターデザイン担当）

### 挿絵
- つぼみの魔女*アナベル 弟子の種の見つけ方（朝戸麻央著、角川ビーンズ文庫、ISBN 4044550034）
- 萌音楽（もえソング）のススメ☆（月宮うさぎ著、スーパーダッシュ文庫、ISBN 4086307200）
- 七色王国と魔法の泡（香谷美季著、青い鳥文庫、ISBN 4062853531）
- 七色王国と時の砂（香谷美季著、青い鳥文庫、ISBN 4062854112）

### アンソロジー
- Piaキャロットへようこそ!!2コミックアンソロジー（メディアワークス、1998年11月、ISBN 978-4-07-310670-8、漫画）
- 悠久幻想曲2nd albumコミックアンソロジー～エンフィールドの1年～（1998年12月、ISBN 978-4-07-310657-9、漫画）
- センチメンタルジャーニーコミックアンソロジー（メディアワークス）
  - センチメンタルジャーニーコミックアンソロジー第一集（1999年4月27日、ISBN 978-4-07-312099-5、挿絵）
  - センチメンタルジャーニーコミックアンソロジー第二集（1999年5月27日、ISBN 978-4-84-021225-0、挿絵）
- 刀剣乱舞-ONLINE-アンソロジー 出陣（KADOKAWA/エンターブレイン、2016年4月1日、ISBN 978-4-04-734029-9、口絵）

## アシスタント
- 春巻ちょりぃ - 元アシスタント。『ほっけみりんの日』（コミックデ・ジ・キャラット連載）
- 小鷹ナヲ - 元アシスタント。講談社コミックスなかよし『Disney'sきらら・プリンセス』（作画）・『Disney'sマジカルダンス!!』（同） 、講談社青い鳥文庫『今夜は眠れない』・『かまいたち』（共に挿絵）
- ミシバモト
- 織生あや - 『マジスキ〜Marginal skip〜』（コミックハイ!連載）
- 柚谷らくな
- にじかい!ブログ - 現アシスタント達の合同同人活動用サークル

## 同人活動
- 『こげこげはうす』という同人サークルを主宰している。プロの漫画家・イラストレーターの仕事が多忙になり、2002年夏のコミックマーケット63（当時の表記：『こげこげHOUSE』）で書店卸しを除いていったん休止したが、後の2004年冬のコミックマーケット67で同人活動を再開、翌2005年冬のコミックマーケット69に委託販売の形で参加している。2006年夏のコミックマーケット70でサークル名を現表記に改称、71ではギャルゲー（デ・ジ・キャラット）から、創作少女にカテゴリーを戻して現在に至る。かつてはコミックレヴォリューション、コミティアなどにも参加していた。東日本大震災の被災者を支援する為に他の漫画家と共同で東日本大震災チャリティ同人誌「pray for Japan」で執筆する[18]。